# 2011 HJ103
2011 HJ103, também escrito como 2011 HJ103, é um objeto transnetuniano que está localizado no Cinturão de Kuiper, uma região do Sistema Solar. Este corpo celeste é classificado como um cubewano. Ele possui uma magnitude absoluta de 9,3 e tem um diâmetro estimado com cerca de 61 km.

## Descoberta
2011 HJ103 foi descoberto no dia 28 de abril de 2011 pelo New Horizons KBO Search.

## Órbita
A órbita de 2011 HJ103 tem uma excentricidade de 0,169 e possui um semieixo maior de 46,498 UA. O seu periélio leva o mesmo a uma distância de 38,633 UA em relação ao Sol e seu afélio a 54,364 UA.